# Bryndum Sogn
Bryndum Sogn er et sogn i Skads Provsti (Ribe Stift).
I 1800-tallet var Vester Nebel Sogn anneks til Bryndum Sogn. Begge sogne hørte til Skast Herred i Ribe Amt. De dannede i 1842 Bryndum-Vester Nebel sognekommune. Den blev i 1943 delt, så hvert sogn blev en selvstændig sognekommune. I 1969 blev både Bryndum og Vester Nebel indlemmet i Esbjerg købstad, som ved kommunalreformen i 1970 blev kernen i Esbjerg Kommune.
I Bryndum Sogn ligger Bryndum Kirke. 
I 1982-83 blev Gjesing Kirke opført, og i 1979 var Gjesing Sogn udskilt fra Bryndum Sogn. 
I sognet findes følgende autoriserede stednavne:
- Astrup (bebyggelse, ejerlav)
- Astrup Bæk (vandareal)
- Balle (bebyggelse)
- Bryndum (bebyggelse, ejerlav)
- Bryndumdam (bebyggelse, ejerlav)
- Fasterhøj (areal)
- Forum (bebyggelse, ejerlav)
- Forumlund (bebyggelse, ejerlav)
- Fuglbæk (bebyggelse)
- Grønhøj (areal)
- Kjersing (bebyggelse, ejerlav)
- Tarp (bebyggelse)

## Geografi
Sognet ligger inde på Esbjerg Bakkeø, og råjorden består af sand, med enkelte lerforekomster .
Frem til 1880 bestod over halvdelen af sognet (inkl. Gjesing) af uopdyrket hedejord.